# 公子翚
公子翚（？—？），姬姓，名翚，世称羽父，中国春秋時期鲁国政治人物。
鲁隐公四年（前719年），宋国、陈国、蔡国、卫国邀请鲁国一起伐郑国，鲁隐公本来不同意，在羽父的一再请求下，鲁国最后出兵了。打败了郑国步兵，割穀而还。
鲁隐公八年（前715年），在无骇去世后，羽父请赐谥号和氏族之名，众仲解释说明了诸侯和卿大夫姓氏的起源。
鲁隐公十年（前713年），羽父联合齐国、郑国伐宋国。
鲁隐公的弟弟公子允是嫡出，先前鲁惠公去世时，因公子允还年幼，才由庶长子鲁隐公继位。鲁隐公十一年（前712年），羽父劝鲁隐公杀死公子允，鲁隐公不同意。羽父担心公子允知道，就联合公子允謀殺鲁隐公。十一月，羽父派人到寪氏杀死鲁隐公，立公子允为国君，就是鲁桓公。
鲁桓公三年（前709年），羽父到齐国迎君夫人，就是文姜。